# Dash Berlin
Dash Berlin (* 8. November 1979 in Den Haag; bürgerlicher Name Jeffrey Sutorius) ist ein niederländischer Trance-DJ und -Produzent. Das Produktionsteam beinhaltete bis Juni 2019 außerdem Eelke Kalberg und Sebastiaan Molijn, die schon bei verschiedenen Dance-Acts (unter anderem Alice DeeJay) mitgewirkt hatten.

## Biografie
Im Jahr 2007 veröffentlichte Dash Berlin seine Debütsingle „Till the Sky Falls Down“ auf dem Label Captivating Sounds, einem Sublabel von Armada Music. Der Track war zehn Wochen in den niederländischen Charts und erreichte Platz 36. Armin van Buuren spielte den Track in seinem A State Of Trance Year Mix 2007.
Der große Durchbruch gelang ihm jedoch im Jahr 2009 mit seinen Nachfolgesingles „Man on the Run“ und „Waiting“ sowie seinem Debütalbum „The New Daylight“. Er wurde in diesem Jahr bei den International Dance Music Awards (IDMA) auch als „Best Break-Through Artist“ nominiert. Es wurde zudem sein eigenes Sublabel von Armada Music, „Aropa Records“, gegründet. Die Single „Waiting“, die Dash Berlin 2009 mit der australischen Sängerin Emma Hewitt veröffentlichte, erreichte Platz 25 in den belgischen Single-Charts und wurde auf der Internetplattform YouTube bislang mehr als 61 Millionen Mal abgerufen. Bei den IDMA 2010 wurde der Song als Best HiNRG/Euro Track ausgezeichnet. In der Kategorie Best Trance Track war Dash Berlin zweimal nominiert, mit „Waiting“ und „Man on the Run“.
Dash Berlin veröffentlichte im März 2010 sein erstes offizielles DJ-Mix-Album, ein Doppel-Album, mit dem Titel „United Destination“. Ein Jahr später erschien der Nachfolger, ebenfalls ein DJ-Mix-Doppelalbum, namens „United Destination 2011“. Auf diesem Album enthalten war unter anderem die Single „Disarm Yourself“, die in Zusammenarbeit mit Emma Hewitt entstand und dessen dazugehörige Video in Australien gedreht wurde. Nur wenige Wochen später ereigneten sich dort große Überschwemmungen. Dash Berlin und Emma Hewitt entschieden, alle Erlöse aus dem Song „Disarm Yourself“ in den Flood Relief Fund zu geben. „United Destination 2011“ enthält auch den Track „Earth Hour“. Das zugehörige Video enthält Zitate von Severn Suzuki.
Von Januar bis Dezember 2011 veröffentlichte Dash Berlin ein Mal im Monat eine Kompilation, „Dash Berlin Top 15“, mit den vermeintlich besten Trance-Tracks des Monats. Diese monatliche Zusammenstellung wurde im Folgejahr unter dem Titel „Dash Berlin Top 20“ fortgesetzt und endete im Dezember 2012.
Am 27. April 2012 erschien das zweite Dash-Berlin-Album namens „#Musicislife“, welches in den niederländischen Albumcharts Platz 38 erreichte. Auf diesem Album enthalten sind 13 Tracks und es sind unter anderem folgende Gastmusiker mit dabei: Jonathan Mendelsohn, Chris Madin, Sarah Howells, Kate Walsh und erneut Emma Hewitt. Zudem enthält dieses Album die Single „Apollo Road“, welche Dash Berlin zusammen mit ATB produzierte. Im Anschluss der Veröffentlichung des Albums „#Musicislife“ folgte Anfang Mai 2012 eine Welttournee mit Start in Mexiko.
Dash Berlin trat am 16. Januar 2013 in Mexiko-Stadt als erster DJ für Armin van Buurens „A State Of Trance 600“ auf. Auftritte in Minsk, Sofia, Beirut, Guatemala und Den Bosch folgten. Ende August 2013 wurde das Doppelalbum „#Musicislife #Deluxe“ veröffentlicht. Nebst der 13 bekannten Tracks des Vorgängeralbums „#Musicislife“, enthält „#Musicislife #Deluxe“ auch die 2013 neu produzierten Singles „Steal You Away“ und „Jar of Hearts“, eine zweite CD mit sämtlichen Remixen (unter anderem von Ferry Corsten) und eine DVD mit allen offiziellen Musikvideos. In den Niederlanden war dieses bei Fans als Sammlerstück geltende Album zwei Wochen in den Albumcharts vertreten.
Beim jährlich stattfindenden weltweiten Voting von DJ Mag platzierte sich Dash Berlin 2013 im dritten Jahr in Folge unter den Top 10 der DJs. Am 21. April 2014 erschien der Track „Earth Meets Water“, der zeitgleich das Album „We Are (Part 1)“ für 2014 ankündigte. Selbiges erschien in Deutschland am 29. August.
Im Juni 2018 gab Jeffrey Sutorius seine Trennung von dem Team hinter Dash Berlin und seiner Bookingagentur bekannt, nachdem interne Streitigkeiten eskaliert waren. Kalberg und Molijn führten das Projekt vorerst ohne Sutorius weiter, welcher ab Oktober 2018 unter eigenem Namen Lieder veröffentlichte.
Im Juni 2019 wurde bekannt, dass Kalberg und Molijn das Projekt verlassen haben und stattdessen nun Sutorius das alleinige Mitglied von Dash Berlin ist. 2021 verlor Sutorius den Streit um die Namensrechte schlussendlich und tritt seitdem unter eigenem Namen auf. Nach einem vierjährigen Rechtsstreit mit Ex-Frontmann Jeffrey Sutorius feierte Dash Berlin ein Comeback. Molijn und Kalberg hatten zuvor mit dem 28-jährigen Ryan Fieret einen neuen Frontmann gefunden. Der Niederländer war zuvor Teil des DJ-Duos Syzz. Fieret vertritt die Produzenten ab sofort auf der Bühne. Bekanntgegeben wurde das neue Gesicht der Gruppe übrigens im Musikvideo zur neuen Single „Oceans“, das am 8. April erschien.

## Diskografie

### Alben
| Jahr | Titel                                                     |
| ---- | --------------------------------------------------------- |
| 2009 | - The New Daylight - The New Daylight (Extended Versions) |
| 2010 | - The New Daylight – The Remixes                          |
| 2012 | - #Musicislife - #Musicislife (Extended Club Mixes)       |
| 2013 | - #Musicislife #Deluxe                                    |
| 2014 | - We Are (Part 1)                                         |
| 2017 | - We Are (Part 2)                                         |

### Mix Alben
| Jahr | Titel                     |
| ---- | ------------------------- |
| 2010 | - United Destination      |
| 2011 | - United Destination 2011 |
| 2012 | - United Destination 2012 |
| 2013 | - United Destination 4    |

### Kompilationen
| Jahr | Titel                                                      |
| ---- | ---------------------------------------------------------- |
| 2008 | - Worldwide Trance Sounds - Worldwide Trance Sounds Vol. 4 |
| 2009 | - Armada Night „The After“                                 |
| 2011 | - 100 Minutes of 2011                                      |

### Kollaborationen
| Jahr | Titel                   |
| ---- | ----------------------- |
| 2012 | - A State of Trance 550 |

### Singles
| Jahr | Titel |
| ---- | --- |
| 2007 | - Till the Sky Falls Down |
| 2009 | - Man on the Run (mit Cerf, Mitiska & Jaren) - Waiting (feat. Emma Hewitt) - Wired (feat. Susana) - Believe In You (feat. Sarah Howells & Secede)                                                                    |
| 2010 | - Janeiro (feat. Solid Sessions) - Never Cry Again |
| 2011 | - Disarm Yourself (feat. Emma Hewitt) - Earth Hour - Apollo Road (mit ATB) - Better Half of Me (feat. Jonathan Mendelsohn)                                                                                           |
| 2012 | - World Falls Apart (feat. Jonathan Mendelsohn) - Go It Alone (feat. Sarah Howells) - Silence In Your Heart (feat. Chris Madin) - Like Spinning Plates (feat. Emma Hewitt) - When You Were Around (feat. Kate Walsh) |
| 2013 | - Fool for Life (feat. Chris Madin) - Steal You Away (mit Alexander Popov feat. Jonathan Mendelsohn) - Jar of Hearts (feat. Christina Novelli)                                                                       |
| 2014 | - Dragonfly (feat. Carita La Nina) - Earth Meets Water (feat. Rigby) - Here Tonight (mit Jay Cosmic feat. Collin McLoughlin) - Somehow (mit 3LAU feat. Bright Lights) - Shelter (feat. Roxanne Emery)                |
| 2015 | - Never Let You Go (mit John Dahlbäck feat. BullySongs) - This Is Who We Are (mit Syzz) - Underneath the Sky (feat. Christon) - Yesterday Is Gone (mit DubVision feat. Jonny Rose) - I Take Care (vs. Clément Bcx)   |
| 2016 | - Gold (mit DBSTF feat. Jake Reese, Waka Flocka & DJ Whoo Kid) - Without the Sun (mit Luca Perra) - Heaven (feat. Do)                                                                                                |
| 2017 | - Listen to Your Heart (feat. Christina Novelli) |
| 2018 | - Save Myself (mit DBSTF feat. Josie Nelson) |
| 2019 | - Locked out of Heaven (feat. Jonathan Mendelsohn) |

### Remixe (Auswahl)
| - 2006: Sarah McLachlan – The First Noel Mary Mary - 2008: Cerf, Mitiska & Jaren – You Never Said - 2009: Depeche Mode – Peace - 2010: Armin van Buuren vs. Sophie Ellis-Bextor – Not Giving Up on Love - 2010: Medina – You and I - 2010: First State feat. Sarah Howells – Reverie - 2011: Filo & Peri feat. Audrey Gallagher – This Night - 2011: Morning Parade – A&E - 2011: Lange pres. Firewall – Touched - 2011: 2Pac feat. Dr. Dre – California Love - 2012: Coldplay – Ticking Clocks - 2012: Band of Horses – The Funeral - 2012: Diddy-Dirty Money feat. Skylar Grey – Coming Home | - 2012: Ferry Corsten feat. Betsie Larkin – Not Coming Down - 2013: Alice DeeJay – Better Off Alone - 2013: Nicky Romero & Nervo – Like Home - 2013: Motorcycle – As The Rush Comes - 2013: Hardwell feat. Amba Shepherd – Apollo - 2013: Krewella – Live For The Night - 2013: OneRepublic – If I Lose Myself - 2014: Zedd feat. Matthew Koma & Miriam Bryant – Find You - 2014: John Legend – All of Me - 2014: Cash Cash feat. John Rzeznik – Lightning - 2014: Rihanna – Stay - 2015: U2 – Iris - 2015: Lost Frequencies – Are You With Me - 2016: Alan Walker – Faded |

## Videos

### DVDs
| Jahr | Titel                  |
| ---- | ---------------------- |
| 2013 | - #Musicislife #Deluxe |

### Musikvideos
| - 2007: Till the Sky Falls Down - 2009: Man on the Run - 2009: Waiting - 2010: Janeiro - 2010: Never Cry Again - 2011: Earth Hour - 2011: Disarm Yourself - 2011: Apollo Road - 2011: Better Half of Me - 2012: World Falls Apart - 2012: Better Half of Me & World Falls Apart - 2012: Go It Alone - 2012: The Official Video Hit Mix - 2012: Callisto - 2012: Silence In Your Heart | - 2012: Like Spinning Plates - 2012: When You Were Around - 2013: Fool For Life - 2013: Steal You Away - 2013: #Musicislife #Deluxe Video Mix - 2013: Jar of Hearts - 2014: Dragonfly - 2014: Earth Meets Water - 2014: Here Tonight - 2014: Shelter - 2014: Somehow - 2015: Never Let You Go |

## Auszeichnungen und Nominationen
- 2009: Dash Berlin wird bei den International Dance Music Awards in der Kategorie „Best Break-Trough Artist (Group)“ nominiert.
- 2010: Dash Berlin wird bei den International Dance Music Awards mit zwei Tracks in der Kategorie „Best Trance Track“ nominiert (Waiting und Man on the Run).
- 2010: Dash Berlin gewinnt bei den International Dance Music Awards mit Waiting in der Kategorie „Best Hi-NRG/Euro Track“.
- 2010: Beim weltweiten Voting von DJ Mag belegt Dash Berlin Platz 15 unter den Top 100 der DJs.[13]
- 2011: Dash Berlin wird bei den International Dance Music Awards in der Kategorie „Best European DJ“ nominiert.[14]
- 2011: Beim weltweiten Voting von DJ Mag belegt Dash Berlin Platz 8 unter den Top 100 der DJs.[15]
- 2012: Beim Tunisia Music Award wird Dash Berlin in der Kategorie „Best DJ Producer“ nominiert.[16]
- 2012: Dash Berlin wird bei den International Dance Music Awards mit Better Half of Me in der Kategorie „Best Trance Track“ nominiert.[17]
- 2012: Beim weltweiten Voting von DJ Mag belegt Dash Berlin Platz 7 unter den Top 100 der DJs.[18]
- 2013: Dash Berlin wird bei den International Dance Music Awards mit When You Were Around in der Kategorie „Best Trance Track“ nominiert.[19]
- 2013: Beim weltweiten Voting von DJ Mag belegt Dash Berlin Platz 10 unter den Top 100 der DJs.[20]
- 2014: Dash Berlin wird bei den International Dance Music Awards mit Steal You Away in der Kategorie „Best Trance Track“ und in der Kategorie „Best Trance DJ“ nominiert.[21]